# Varga
Varga es un pueblo ubicado en el distrito de Hegyhát, en el condado de Baranya, Hungría.

## Superficie
Posee una superficie de 8,360 kilómetros cuadrados.

## Demografía
Hasta 2019 la población era de 75 habitantes, con una densidad de población de 8,971 habitantes por kilómetro cuadrado.